# Devario manipurensis
Devario manipurensis är en fiskart som först beskrevs av Barman, 1987.  Devario manipurensis ingår i släktet Devario och familjen karpfiskar. IUCN kategoriserar arten globalt som otillräckligt studerad. Inga underarter finns listade i Catalogue of Life.